# 国安修二
国安 修二（くにやす しゅうじ、本名：国安 修次、1958年8月6日 - ）は、日本の男性シンガーソングライター、作曲家、実業家。千葉県香取郡多古町出身。

## 概歴
1978年に地元で結成したフォークデュオ「TAKE ONE」として千葉音楽祭で入賞し、東京都内の大学在学中の1981年にメンバーを追加してグループとした「RAIN」でテイチクからレコード・デビュー。高校卒業後デビューするまでの約2年間は新聞奨学生として銀座の新聞販売店で働いていた。
グループ解散後の1983年に須藤晃プロデュースでCBS・ソニーからソロデビュー。初期はバラード調の曲に、主人公が経験した淡い恋を大学生活と絡めながら振り返り葛藤する歌詞を乗せた作品が多く、学園ソングの様相を伺わせていた。なお、これらの殆どの歌詞は本人の経験を基に田口俊が作詞している。
1986年1月には芸能プロモーターの鈴置雄三（→ハイヤングKYOTO）によって、コンサート会場の穴埋めのために急遽結成したソロ歌手3人組ユニットのパフォーマンスから「GAN-BA-RUN-DA CLUB」名義でのレコードリリースも行った。
1994年のシングル発売を以てアーティスト活動から退き、ソニー・ミュージックグループの音楽出版関係会社でディレクター社員として勤務。2006年4月実施のソニー・ミュージックグループの事業再編を機に前年に脱サラし、2006年10月に「フォーク居酒屋 HIT STUDIO 70's 旅のつづき…」を開店。
2010年に石原詢子とのデュエットでセルフカバーした「何も始まらないなら」をリリースした。また、ジェロや黒木憲ジュニアなどにも曲を提供している。
2011年には、初の著書であるギター教則&エッセイ「国安修二のもう一度ギターを手に取れ!」を発売した。
1980年代を中心に同じくシンガーソングライター・作曲家として活動した国安わたるは2歳下の弟で、現在は「旅のつづき…」のマスターを務めている。

## 「ねぇ」のヒットに至るまで
1985年に発表した「ねぇ」は、三貴の婦人服専門店「ブティックjoy」のCMソングとして使用された。
「ねぇ」は1990年後半に大阪の酒場で口コミによって評判となり、その界隈から大阪有線放送へのリクエストが積もり上がり首位を獲得。飛び火する形で1991年から全国各地の有線放送でもヘヴィー・ローテーションされ、同年8月にシングルで原盤を再発売するとスマッシュヒットを記録。
1992年12月にはよみうりテレビ系『ドラマシティ』のエンディングテーマとして使用されたセルフカバー版「ねぇ (Remake Version)」を発売し、ロングセールスを記録。当時のラジオ歌番組のCMで「懐かしい曲が、今、蘇る」というキャッチフレーズでオンエアされたこともあるほどで、演歌ではないJ-POPが口コミと有線放送から浸透してヒットが形成される事は、当時の音楽業界においては珍しい事例であった。この頃に第一興商のレーザーディスクカラオケ用に本人出演によるカラオケ映像が撮影され、2004年以降、BBサイバーDAMやLIVE DAMで同曲（通常）を選曲すると、前述の映像が本人出演映像としてストリーミング配信により再生される。

## フォーク居酒屋 HIT STUDIO 70's 旅のつづき…
国安修二が企画したライブハウス兼バーの店。第一興商がスポンサーとなり、同社が経営する「ビッグエコー 上野広小路店」が入居するビル（同駅近くの中央通り沿い）に所在する。
この店は基本的にプロミュージシャンのライブを開催するのではなく、来店客がステージに上がり、好きな楽曲を自ら演奏・歌唱することができる事を売りとしている。そのため、アマチュアのフォークバンド経験者やその愛好家らが多く来店している。観覧のみも可能だが、テーブルチャージの負担額は同一である。また、第一興商スターカラオケ関係のオーディション・イベント会場としても使われている。(2011年終了）
開店に際しては国安修二本人が銀行から3000万円の融資を受けたが、まもなく完済する見通しであることが、2011年2月の日刊ゲンダイ誌面で取り上げられている。

## ディスコグラフィー

### シングル

#### ソロ
| #                            | 発売日         | タイトル              | B面              | 規格           | 規格品番    |
| CBS・ソニー                  | CBS・ソニー    | CBS・ソニー           | CBS・ソニー      | CBS・ソニー    | CBS・ソニー |
| ---------------------------- | -------------- | --------------------- | ---------------- | -------------- | ----------- |
| 1st                          | 1983年11月     | れいこ                | 海の見える駅     | EP             | 07SH-1431   |
| 2nd                          | 1984年11月21日 | 僕たちの失敗/5月9日   |                  | EP             | 07SH-1590   |
| 3rd                          | 1985年4月21日  | ねぇ                  | 針のない時計     | EP             | 07SH-1634   |
| 3rd                          | 1991年8月1日   | ねぇ                  | 針のない時計     | 8cmCD          | SRDL-3334   |
| 3rd                          | 1992年11月14日 | ねぇ (Remake Version) | 僕はまだ覚えてる | 8cmCD          | SRDL-3565   |
| Sony Records                 |                |                       |                  |                |             |
| 4th                          | 1993年9月22日  | 夢の形                | 陽だまりの中で   | 8cmCD          | SRDL-3733   |
| 5th                          | 1994年10月21日 | 何も始まらないなら    | 君がいた部屋     | 8cmCD          | SRDL-3926   |
| Sony Music Direct / GT music |                |                       |                  |                |             |
| 6th                          | 2015年6月24日  | いのちの芽            | ねぇ             | マキシシングル | MHCL-2535   |

##### GAN-BA-RUN-DA CLUB（みのや雅彦・宇佐元恭一・国安修二）
| 名義        | 発売日        | タイトル            | B面          | 規格        | 規格品番    |
| CBS・ソニー | CBS・ソニー   | CBS・ソニー         | CBS・ソニー  | CBS・ソニー | CBS・ソニー |
| ----------- | ------------- | ------------------- | ------------ | ----------- | ----------- |
| 1st         | 1986年8月27日 | All We Need is Love | DIAMOND=LOVE | EP          | 07SH-1812   |

##### デュエット・シングル
| 名義                    | 発売日         | タイトル           | B面          | 規格           | 規格品番     |
| Sony Records            | Sony Records   | Sony Records       | Sony Records | Sony Records   | Sony Records |
| ----------------------- | -------------- | ------------------ | ------------ | -------------- | ------------ |
| 石原じゅんこ & 国安修二 | 2010年10月21日 | 何も始まらないなら | Tokyo        | マキシシングル | SRCL-7417    |

### アルバム

#### オリジナル・アルバム

##### ソロ
|           | 発売日        | タイトル     | 規格      | 規格品番  |
| CBSソニー | CBSソニー     | CBSソニー    | CBSソニー | CBSソニー |
| --------- | ------------- | ------------ | --------- | --------- |
| 1st       | 1985年4月21日 | 針のない時計 | LP        | 28AH-1853 |
| 2nd       | 1993年2月21日 | あの日…      | CD        | SRCL-2562 |

##### GAN-BA-RUN-DA CLUB（みのや雅彦・宇佐元恭一・国安修二）
|           | 発売日         | タイトル  | 規格      | 規格品番  |
| CBSソニー | CBSソニー      | CBSソニー | CBSソニー | CBSソニー |
| --------- | -------------- | --------- | --------- | --------- |
| 1st       | 1986年11月21日 | Harmony   | LP        | 28AH-2114 |
| 1st       | 1986年11月21日 | Harmony   | CD        | 32DH-549  |

#### ベスト・アルバム

##### ソロ
|                              | 発売日                       | タイトル                     | 規格                         | 規格品番                     |
| Sony Music Direct / GT music | Sony Music Direct / GT music | Sony Music Direct / GT music | Sony Music Direct / GT music | Sony Music Direct / GT music |
| ---------------------------- | ---------------------------- | ---------------------------- | ---------------------------- | ---------------------------- |
| 1st                          | 2004年8月4日                 | 国安修二 ゴールデン☆ベスト   | CD                           | MHCL-394                     |

### タイアップ
| 曲名                  | タイアップ                                         | 収録作品                          |
| --------------------- | -------------------------------------------------- | --------------------------------- |
| ねぇ                  | 三貴「ブティックJOY」CFソング                      | シングル「ねぇ」                  |
| ねぇ (Remake Version) | よみうりテレビ系『ドラマシティ』エンディングテーマ | シングル「ねぇ (Remake Version)」 |

## 提供作品
石原詢子
- 逢いたい、今すぐあなたに…。（2011年）

磯崎美代
- いのちの芽（2004年）

柏原芳恵
- KU・ZU 〜ワタシの彼〜（2020年）
- A・RU・KU〜愛してる人にちゃんと愛を伝えてますか?〜（2020年）

門松みゆき
- 今もヨコハマ（2024年）

黒木憲ジュニア
- 変わらぬ笑顔にありがとう（2012年）

香西かおり
- 雨夜の月（2012年）

ジェロ
- 火焔樹（2011年）
- あ・いた（2013年）

高山厳
- おしえて（1994年）

花咲ゆき美
- 恋樹氷（2019年）
- 去りゆく人に捧げる愛は（2019年）
- 雪窓（2020年）
- あなたがいるから（2020年）

氷川きよし
- 雨とルージュ（2019年）

美希かおり
- 明日葉の唄 （2010年）

美木良介
- STORY 〜君に逢うための（1997年）

## 出演

### CM
- 丸井（1981年。本名の国安修次名義。徳留修とともに出演し、ギターで弾き語りを行った）

## 著書
- 「国安修二のもう一度ギターを手に取れ〜“F”なしでも弾ける！簡単、カッコイイ！ギターの楽しみ方」（2011年12月発行／マガジンランド）